# Pseudonoseris
Pseudonoseris es un género de plantas con flores perteneciente a la familia Asteraceae. Comprende 3 especies descritas y  aceptadas. Es originario de Sudamérica.

## Taxonomía
El género fue descrito por H.Rob. & Brettell y publicado en Phytologia 28: 59. 1974.	La especie tipo es: Pseudonoseris striatum (Cuatrec.) H.Rob. & Brettell

## Especies aceptadas
A continuación se brinda un listado de las especies del género Pseudonoseris aceptadas hasta julio de 2012, ordenadas alfabéticamente. Para cada una se indica el nombre binomial seguido del autor, abreviado según las convenciones y usos.
- Pseudonoseris discolor (Muschl.) H.Rob. & Brettell
- Pseudonoseris striatum (Cuatrec.) H.Rob. & Brettell
- Pseudonoseris szyszylowiczii (Hieron.) H.Rob. & Brettell